# أمبروز دايسون
أمبروز دايسون (بالإنجليزية: Ambrose Dyson)‏ هو رسام كارتون أسترالي، ولد في 1876، وتوفي في 3 يونيو 1913.